# Tokischa
Tokischa Altagracia Peralta, connue sous son nom d'artiste Tokischa, née le 17 mars 1996 à San Felipe de Puerto Plata en République dominicaine, est une rappeuse et ancienne mannequin dominicaine. Elle est notamment connue pour plusieurs collaborations avec des artistes reconnus internationalement, comme J. Balvin, Rosalía ou Madonna.
Après avoir travaillé comme modèle pour le photographe Raymi Paulus, on lui a proposé d'entrer dans l'industrie de la musique. Elle a signé un contrat d'enregistrement avec Paulus Music et a sorti son premier single Pícala avec un grand succès régional. Ses paroles et son image publique provocatrice sont considérés comme extrêmement controversés pour certains et libérateur pour d'autres, ce qui lui a valu une très large couverture médiatique dans le monde latino.

## Biographie
Tokischa est née en 1996 d'une famille de classe moyenne et a passé la majeure partie de son enfance et de son adolescence dans le quartier de Los Frailes (province de Saint-Domingue), en République dominicaine[réf. souhaitée].
Sa mère est partie vivre aux États-Unis lorsqu'elle était très jeune, malgré cela, sa mère veillait toujours sur elle. Son père quant à lui, a passé la majeure partie du temps en prison et s'est même évadé plusieurs fois. En dehors des barreaux, il a toujours essayé d'être un bon père, dont elle croit avoir hérité beaucoup de choses[réf. souhaitée].
Elle a étudié aux Beaux-Arts. À l'âge de seize ans, elle se consacre au mannequinat professionnel et à dix-huit ans, elle commence à travailler dans un centre d'appels pendant un an. À cette même époque, elle commence à se prostituer comme elle le raconte dans une interview : « Être avec une personne qu'on n'aime pas c'est quelle que chose de frustrant. Après avoir couché avec eux, j'allais dans la salle de bain pour prendre une douche, en pleurant. Au début, je dépensais tout l'argent dans la drogue, puis dans la musique.»
À l'âge de vingt ans, alors que Tokischa faisait une séance photo pour un magazine dans sa ville natale, elle rencontre le producteur et designer Raymi Paulus, fasciné par sa voix et son talent musical, il lui demande d'enregistrer quelques chansons[réf. souhaitée].
Elle a finalement signé un contrat d'enregistrement avec son label Paulus Music.

## Carrière

### 2018-présent: premier succès et reconaissance internationale
En 2018, Tokischa fait ses débuts avec la chanson « Pícala », en featuring avec le chanteur dominicain Tivi Gunz. Le clip, qui a atteint un million de vues en une semaine, montre un trip psychédélique et hallucinogène causé par la consommation de substances.[source secondaire souhaitée]
En novembre, elle sort la chanson « Que Viva »avec Químico Ultra Mega. Elle s'est également produit au Dominican Trap Festival, qui a lieu chaque année dans différentes régions du pays[source secondaire souhaitée].
En février 2019, Tokischa a sorti le single « Perras Como Tú », dans le cadre de la bande originale du film mexicain Miss Bala : Merciless[source secondaire souhaitée].
En septembre, elle a sorti Freestyle # 007 , mettant en vedette DJ Scuff. Parallèlement, elle sort le single « Empatillada », avec Jamby El Favo, l'une de ses chansons les plus populaires[source secondaire souhaitée].
Le mois suivant, elle sort le single « Twerk » avec Eladio Carrión. Son clip a atteint plus de cinq millions de vues sur YouTube en peu de temps. L'année suivante, Tokischa crée la chanson « Varón », l'une de ses chansons les plus controversées dans laquelle les attributions de genre et les prérogatives des privilèges des hommes face à la censure qui, d'autre part, vivent chez les femmes, en particulier sur leurs vies sexuelles[source secondaire souhaitée].
En février, elle collabore au single « Amor & Dinero » de Jincho. En octobre, elle sort la chanson « Desacato Escolar » avec Yomel El Meloso et Leo RD, qui a été partiellement censurée sur diverses plateformes pendant un temps limité. Le mois suivant, elle sort le single « Hoy Amanecí », avec Tivi Gunz. En décembre, elle publie « El Rey de eta Popola », avec le rappeur dominicain Rochy Rd. La chanson devient un hit sur le réseau social TikTok[source secondaire souhaitée].
En janvier 2021, Tokischa a publié le single « Yo no Me Voy Acostar », avec Yailin La Más Viral et La Perversa. Ce même mois, elle a créé « Bellaca Putona » avec Químico Ultra Mega , qui atteint des positions élevées dans les charts de la République dominicaine. Au cours de l'année, elle continue à sortir des chansons dans le genre urbain et des collaborations avec des artistes régionaux[source secondaire souhaitée].
Tokischa fait la une des journaux internationaux à l'été de cette année-là après plusieurs collaborations avec des artistes latinos de premier plan tels que J Balvin ou Rosalía. Les deux clips vidéo ont été tournés à Saint-Domingue. Rosalía et Tokischa ont sorti "Linda" le 1er septembre, qui a été produit par Leo RD. Une semaine plus tôt, "Perra", une collaboration avec J Balvin, est sorti en téléchargement numérique[source secondaire souhaitée].

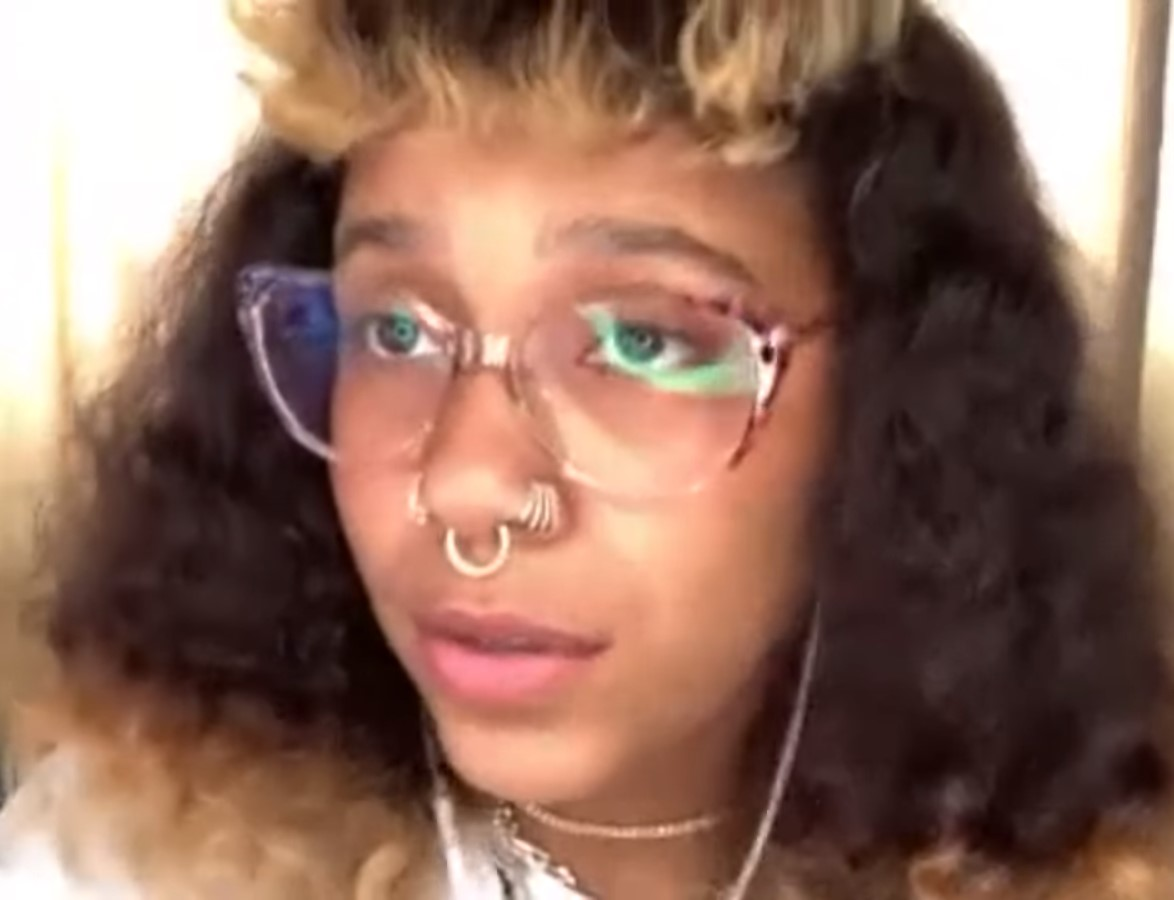
Tokischa en 2021.

En juin 2022, Tokischa a été nommé sur la liste SIX OF MUSIC'S QUEER GAME-CHANGERS du magazine Billboard aux côtés de Dove Cameron, Anthony Roth Costanzo, Doechii, MUNA et Joy Oladokun.

## Controverses

### Explicité
En décembre 2019, Tokischa s'est inscrit sur OnlyFans et a commencé à publier du contenu sexuellement explicite après avoir été censuré sur Instagram. L'opinion publique sur cette décision de Tokischa était négative. En 2021, la chanteuse s'est confiée sur la polémique à ABC, déclarant que « j'ai ouvert mon compte parce que j'ai toujours aimé le contenu explicite, la sexualité, le sexy, et la morbidité. Cela m'a posé des problèmes parce que les gens m'ont vu prendre des photos sexy de moi, 'tu es une fille, qu'est-ce que tu fais ?' Certaines de mes photos ont été supprimées sur Instagram, alors quand Onlyfans est arrivé, j'ai vu le moyen de jeter tout ce que je veux sans responsabilité et sans censure. J'ai rencontré une équipe de travail qui m'a dit que je pouvais gagner de l'argent avec ça, et ils m'ont appris comment le faire. Cela m'a beaucoup aidé pendant la pandémie. »
En août 2021, la rappeuse pose à moitié nue dans la basilique de Notre-Dame de la Altagracia. Le maire de la ville publie une déclaration :« La municipalité rejette l'attitude irrévérencieuse et irrespectueuse du jeune Tokischa, qui n'a pas respecté les normes éthiques et les valeurs morales qui régissent la coexistence civilisée et exemplaire de notre commune ». La rappeuse a ensuite exprimé ses regrets en ligne. Malgré les excuses, le bureau du procureur de La Vega a décidé que l'interprète ne pourrait pas visiter les sanctuaires de cette province pendant un an, après que le maire Kelvin Cruz a déposé une plainte contre elle.

### Paroles de ses chansons
En octobre 2020, elle sort la chanson « Desacato Escolar », une collaboration avec Yomel El Meloso et Leo RD. La chanson a suscité la controverse car elle aborde le thème prostitution. Elle a même été supprimé de YouTube. Tokischa en a parlé en déclarant : «  Je pense que ceux qui le critiquent ne veulent pas accepter la vie telle qu'elle est. Le dembow et la musique urbaine en général sont l'expression du quartier et de la pègre, de ce qui est vécu. Si le trap vous parle de crime et d'armes, c'est parce que ça existe, pas parce que l'artiste l'invente. Nous ne pouvons pas ignorer ces réalités. La prostitution c'est pareil, ça a toujours existé, et si on en parle dans les chansons, c'est parce que c'est comme ça. Si celui qui critique se sent très poli, c'est peut-être parce qu'il ne veut pas connaître ces réalités, mais on chante ce qu'on vit, et c'est inévitable ».
En 2021, son single « Perra » est publié, avec J Balvin, qui est censuré par le gouvernement colombien comme un thème raciste, sexiste et misogyne, au point de voir son clip vidéo retiré de YouTube,.

### Autres controverses
En avril 2022, Tokischa a mis en ligne une photo sur Instagram portant un « Free Rochy. Team Wawawa » avec un texte appelant à la libération de Rochy RD, un artiste qui était en prison provisoire pour des allégations d'abus sexuels sur mineur de moins de 16 ans et mis en examen pour appartenance à un réseau de prostitution enfantine. Elle a été durement critiquée pour cela sur les réseaux sociaux.
En août 2022, une vidéo de Tokischa et de la rappeuse transgenre Villano Antillano s'embrassant et buvant en même temps dans le même verre lors d'un concert à Porto Rico est devenue virale. Cela a provoqué des réactions négatives et même des menaces de la part d'utilisateurs et d'artistes tels qu'Omy de Oro ou Cosculluela. Tokischa s'est défendu lors d'une interview et a minimisé l'affaire. D'autre part, Villano a accusé Omy de Oro d'homophobie et de transphobie, car il y a déjà eu des baisers entre femmes lors de concerts (en fait, Tokischa avait déjà embrassé Rosalía Billboard Latin Music Awards et Madonna lors de la New York Pride),.

## Vie privée
Elle s'identifie comme bisexuelle.

## Discographie

### Singles

#### En tant qu'artiste principale
- 2018 : Pícala (avec Tivi Gunz)
- 2018 : Que Viva (avec Químico Ultramega)
- 2019 : Empatillada (avec Jamby el Favo)
- 2019 : Twerk (avec Eladio Carrión)
- 2020 : Amor y dinero (avec El Jincho)
- 2020 : Varón
- 2020 : Desacato Escolar (avec Yomel El Meloso)
- 2020 : El Rey de la Popola (avec Rochy RD)
- 2021 : Yo No Me Voy Acostar (avec La Perversa y Yailin la más viral)
- 2021 : No Me Importa (avec Secreto el Famoso Biberón)
- 2021 : Tukuntazo (avec Haraka Kiko y El Cherry Scom)
- 2021 : Perra (avec J. Balvin)
- 2021 : Linda (avec Rosalía)
- 2021 : Singamo (avec Yomel El Meloso)
- 2022 : Sistema Del Patio (avec 3730)
- 2022 : Hola (avec Eladio Carrión)
- 2022 : Delincuente (avec Anuel AA et Ñengo Flow)

#### En tant qu'invitée
- 2020 : Mala (avec Nino Freestyle)
- 2021 : Bellaca putona (avec Químico Ultramega)
- 2021 : No Me Falles (avec Amenazzy)
- 2022 : Toy Eléctrica (avec Rosmailin Wa)
- 2022 : La Combi Versace (avec Rosalía)
- 2022 : Estilazo (avec Marshmello)
- 2022 : Somos Iguales (avec Ozuna)
- 2022 : Hung Up on Tokischa (avec Madonna)
- 2023 : Chulo, Pt. 2 (avec Bad Gyal et Young Miko)